# Once upon a time in 橫濱 〜B'z LIVE GYM'99 "Brotherhood"〜
《once upon a time in 橫濱 〜B'z LIVE GYM'99 "Brotherhood"〜》是日本音樂組合B'z於2000年8月2日發行的第6張影像作品（作為VHS是第6張、作為DVD是第4張）。
DVD在單曲『ultra soul』發售時與其他3張作品同時發行。

## 概要
收錄了於1999年8月28日・29日在橫濱國際綜合競技場（現・日產體育場）舉行的『B'z LIVE-GYM '99 "Brotherhood"』模樣。本巡演是極力排除大規模表演，將樂團演奏配置為重點的巡迴演唱會。由於該會場在當年的8月6日，不僅被正式決定作為2002年國際足總世界盃日韓賽的決勝會場，並且通過LIVE GYM亦成為了該會場首次舉辦音樂活動，因而掀起熱議。此外，這場演唱會自後半場開始下起大雨，便是從此時起帶給人們「B'z野外演唱會＝下雨」的印象。
原先本作是預定自過去的演唱會影像中，由粉絲投票選曲作為「BEST LIVE VIDEO」發售，在前作『The true meaning of "Brotherhood"?』隨附的明信片中進行了「想再看一次的巡迴演唱會・樂曲」（もう一度みたいライブツアー・楽曲）問卷調查。但是，當查看投票結果時，由於在「想再看一次的巡演」方面，希望集中在「想看"Brotherhood"巡演」，而成為了以"Brotherhood"巡演橫濱公演的演唱會影片形式發行。此外，在問卷調查中成為了「想再看一次的樂曲」第1位的「スイマーよ!!」被作為Bonus Track收錄。
本作是B'z專輯巡演的首次影像化，與過去的影像作品不同，不插入紀錄片等場面，基本上由演唱會影像所構成。未收錄松本SOLO的「THE CHANGING」。剪掉了大部分MC。樂曲「Brotherhood」的演唱會影像，作為結尾的片尾職員列表軸被加工成棕色影像收錄。
此外，當初預定製作的「BEST LIVE VIDEO」企劃，在2008年的『B'z LIVE-GYM Hidden Pleasure 〜Typhoon No.20〜』實現。
標題由稻葉命名，本人以留言表示絕對要使用「橫濱」這個詞彙。

## 演奏

### 成員
- 松本孝弘：吉他、製作人
- 稻葉浩志：主唱、藍調口琴、原聲吉他

### 支援樂手

#### B'z LIVE-GYM '99 "Brotherhood"
- 增田隆宣：鍵盤
- 黑瀨蛙一：爵士鼓
- 滿園庄太郎：貝斯

#### B'z LIVE-GYM '98 "SURVIVE"（特典影像）
- 大島康祐（日语：大島康祐）：鍵盤
- 黑瀨蛙一：爵士鼓
- 德永曉人：貝斯

## 收錄影像曲
1. 在樂曲開始前，登場了裝扮成B'z兩人的少年模特兒們[1]。
2. 在說了慣例詞句的「B'z的LIVE-GYM歡迎光臨！[原文 1]」後開始的樂曲[1]。去掉了前奏的合成器部分。
3. 成為了自該單曲發售起在翌年的本巡演上做了首次演唱會披露。
4. 稻葉以原聲吉他自彈自唱。在間奏中移動至由主舞台延伸出的子舞台，並進行呼喊＆回應（日语：コール&レスポンス）（Call and Response）。
5. 由增田的管風琴獨奏連結到本曲前奏。
6. 在體育場公演中是橫濱公演限定演奏。
在實際的演唱會中這之後有松本的MC，並接續演奏了「THE CHANGING（日语：THE CHANGING）」[4]。
7. 僅收錄於DVD。稻葉的SOLO樂曲，移動至中央舞台率領了弦樂四重奏披露。
8. 僅收錄於DVD。松本的SOLO樂曲。亦有收錄於『The true meaning of "Brotherhood"?（日语：The true meaning of "Brotherhood"?）』中，但在本作是以未刪減收錄。
9. 翻彈（日语：カバー）Jeff Beck的樂曲。演奏中亦進行了成員介紹。
10. 在結尾兩人佇立之處的地板升起，並從下方噴起火花。
11. 在間奏的Rap部分，登場了數10名身著白色服裝的臨時演員並列在舞台左右兩側，將Rap歌詞以投影在他們身上的字幕跑馬燈形式呈現。
12. 從此處開始安可曲。
13. 本作是此曲首次收錄完整和聲。
14. 進行了單色處理，播放於片尾職員列表軸。在實際的演唱會中，是於「ZERO」之後被作為在安可曲之前的本篇最後一首曲目演奏[4]。亦有在『The true meaning of "Brotherhood"?』中以未刪減收錄。

### Bonus Track
- 由於在前面影像的問卷調查結果中獲得第1位而被收錄。

## 腳註

### 出典
1. 1 2 3  mfm I 2013，第148頁.
2. ↑  mfm I 2013，第147頁.
3. ↑   47. B'z Party. 2000-09.
4. 1 2  mfm I 2013，第133頁.